# 최은숙 (배우)
최은숙(1948년 8월 2일~)은 대한민국의 배우이자 성우이고, 연극인이다. 가족관계로는 남편과 사이에 2남(두 아들)이 있다. 전직 TBC 및 MBC 성우극회 소속이었었다.

## 생애

### 주요 경력
- 1967년 연극 배우로 처음 데뷔.
- 1969년 MBC 문화방송 특채 탤런트로 입격.
- 1970년 MBC 문화방송 공채 2기 탤런트로 정식 입사.
- 1971년 TBC 동양방송 공채 6기 성우로 이적.[2]
- 1972년 MBC 문화방송 공채 5기 성우로 재차 이직.[3]
- 1976년 성우협회 탈퇴.
- 1989년 영화 《서울 텍사스 서울 공주》의 단역(오포댁 하현성 역)을 통하여 영화 배우로 데뷔.

## 출연작

### 연극
- 1967년 《쌍무지개 뜨는 언덕》 ... 정덕주[4] 역(단역)
- 1997년 《납량특집 육혈포 강도》[5] ... 오성댁 국단숙 역(단역)

### 영화
- 1989년 《서울 텍사스 서울 공주》 ... 오포댁 하현성 역(단역)
- 1990년 《동경 아리랑》 ... 장선희 모 길풍숙 역(단역)

### TV 드라마
- 1977년 MBC 《빨간 능금이 열릴때까지》
- 1978년 MBC 《X 수색대》
- 1978년~1989년 MBC 《수사반장》 ... 각종 단역
- 1979년 MBC 《거인의 숲》
- 1979년 MBC 《최후의 증인》
- 1980년 MBC 《의친왕》
- 1980년~2002년 MBC 《전원일기》 ... 김회장(김민재)의 여동생 등 각종 단역
- 1981년 MBC 《제1공화국》 ... 김성수 부통령 두번째 부인 이아주 역 등 각종 단역
- 1985년 MBC 《갯마을》
- 1987년 MBC 《남한산성》 ... 효종(이호)의 장모 영가부부인 안동 김씨 역
- 1989년 MBC 《사랑은 구름을 비로 내리고》
- 1989년 MBC 《제2공화국》
- 1990년 MBC 《배반의 장미》
- 1991년 KBS1 《사랑이 꽃피는 나무》
- 1992년 KBS2 《사랑을 위하여》
- 1992년 MBC 《질투》
- 1992년 KBS1 《삼국기》
- 1992년 MBC 《우리들의 천국》
- 1993년 MBC 《제3공화국》
- 1993년 SBS 《오박사네 사람들》
- 1994년 MBC 《마지막 승부》
- 1994년 MBC 《야망》
- 1994년 SBS 《박봉숙 변호사》
- 1995년 KBS2 《장녹수》 ... 예종(이황)의 두번째 부인 안순왕후 한씨 역
- 1995년 MBC 《시트콤 두 아빠》
- 1995년 MBC 《아파트》 ... 변응보 모 역
- 1995년 MBC 《제4공화국》 ... 서예가 이철경 여사 역
- 1996년 MBC 《자반 고등어》
- 1996년 MBC 《애인》
- 1996년 KBS1 《사랑할 때까지》 ... 범태순 모 이정숙 역
- 1997년 MBC 《시트콤 남자 셋 여자 셋》 ... 안문숙의 배다른 언니이며 안문숙 아버지의 재취 소생 딸 안은숙 역(단역)
- 1997년 MBC 《짝》 ... 양진슬 역
- 1998년 SBS 《삼김시대》 ... 최규하(대한민국 제10대 대통령)의 영부인 홍기 여사 역
- 1998년 MBC 《대왕의 길》
- 1998년 EBS 《내일》
- 1998년 MBC 《육남매》
- 1998년 MBC 《보고 또 보고》 ... 박 아줌마 역
- 1998년 MBC 《시트콤 여자 대 여자》
- 1998년 MBC 《시트콤 아니 벌써》
- 1999년 KBS2 《유정》
- 1999년 MBC 《국희》
- 1999년~2009년 KBS2 《부부클리닉 사랑과 전쟁》 ... 각종 단역
- 2000년 MBC 《시트콤 세 친구》 ... 원장 정웅인을 찾아온 초등학교 선배인 대표이사(?) 송영창의 어머니 최은숙 역(단역)
- 2000년 MBC 《나쁜 친구들》
- 2000년 MBC 《사랑은 아무나 하나》
- 2000년 MBC 《이브의 모든 것》
- 2000년 iTV 《시트콤 헬로우 닥터》 ... 비뇨기과 조은숙 원장의 어머니이자 조대로 옹의 부인인 최경숙 역(단역)
- 2000년 KBS2 《꼭지》
- 2000년 MBC 《시트콤 세 친구》 ... 박상면의 교제 실패녀 권민중의 어머니 최은숙 역(단역)
- 2001년 MBC 《결혼의 법칙》
- 2001년 MBC 《가을에 만난 남자》
- 2002년 MBC 《내 이름은 공주》
- 2002년 MBC 《시트콤 연인들》 ... 정혜영의 어머니이자 정영지(박영지 분)의 아내 최은숙 역(단역)
- 2002년 iTV 《해바라기 가족》 ... 한산댁 역
- 2003년 MBC 《대장금》 ... 상궁 최마리(수랏간 최고상궁) 역
- 2004년~2006년 KBS2 《반올림》 ... 각종 단역
- 2004년 KBS1 《대추나무 사랑 걸렸네》 ... 은산댁(류종국 모) 역
- 2005년 MBC 《제5공화국》 ... 정일형(전직 외무부 장관)의 부인 이태영 변호사 역
- 2005년 SBS 《그 여름의 태풍》 ... 천효정(광천댁 천씨) 역
- 2005년 MBC 《신돈》 ... 이제현(고려 문하시중)의 삼취 부인(세번째 아내)이자 혜비 이씨의 계모 서원군부인 서씨 역
- 2010년 SBS 《세 자매》 ... 문산댁(영호 모) 역
- 2012년 KBS2 《넝쿨째 굴러온 당신》 ... 전분례(전막례의 첫째 여동생) 역